# مسجد آویهنگ
مسجد روستای آویهنگ مربوط به دوره قاجار است و در شهرستان سنندج، بخش کلاترزان، روستای آویهنگ واقع شده و این اثر در تاریخ ۲۷ مرداد ۱۳۸۲ با شمارهٔ ثبت ۹۶۱۲ به‌عنوان یکی از آثار ملی ایران به ثبت رسیده است.